# Feel So High
Feel So High is een nummer van de Britse zangeres Des'ree uit 1992. Het is de eerste single van haar debuutalbum Mind Adventures.
"Feel So High" is een positief nummer dat Des'ree schreef toen ze in de put zat. Met dit nummer beslaat Des'ree een sarcastische tekst over haar gevoelens. Het nummer betekende in een aantal landen de doorbraak van de zangeres. In het Verenigd Koninkrijk haalde het nummer de 13e positie, terwijl in de Nederlandse Top 40 een 23e positie werd gehaald.